# Rhabdorrhynchus
Rhabdorrhýnchus — рід жуків родини Довгоносики (Curculionidae).

## Зовнішній вигляд
Жуки цього роду мають середній та досить великий розмір: 8-16.2  мм у довжину. Основні ознаки:
- головотрубка не звужена до вершини, товста, без поздовжнього серединного кілю та поперечного вдавлення у вигляді борозенки перед очима;
- стволик вусиків не довший за 1-й та 2-й членики, узяті разом;
- передньоспинка з двома лопатями за очима та поздовжньою борозенкою посередині;
- надкрила паралельнобічні, не звужені різко дозаду;
- членики лапок не видовжені;
- членики черевця знизу нерівномірно вкриті численними голими крапками, зверху тіло вкрите невеличкими плямами з світлих волосків, схожих на лусочки.

Фотографії видів цього роду дивись на.

## Спосіб життя
Докладно не вивчений, але наявна інформація підтверджує його подібність до способу життя інших Cleonini. Життєвий цикл видів цього роду пов'язаний із рослинами з родини шорстколистих — оносмою, огірочником. Дорослі жуки живляться листям та молодими пагонами цих та інших шорстколистних. Самиця відкладає яйця у заглиблення, яке вона вигризає у корені, личинка, розвиваючись, вигризає порожнину у рослинних тканинах, які поступово розростаються, утворюючи човникоподібний гал

## Географічне поширення
Ареал роду охоплює західну частину Півдня Палеарктики — від Марокко, Іспанії та Франції до Ірану, Пакистану, Середньої Азії і Західного Сибіру. Серед видів цього роду є й ендемічні. Наприклад, Rhabdorrhynchus emir відомий лише з Арабських Еміратів, а Rhabdorrhynchus longicollis — тільки з Алжиру.
В фауні України, в степовій зоні та Гірському Криму, зареєстровано два види цього роду.

## Класифікація
У роді Rhabdorrhynchus описано 13 видів Перелік їх наведено нижче, види української фауни виділено кольором:
| - Rhabdorrhynchus anchusae (Chevrolat, 1854) - Rhabdorrhynchus armeniacus (Penecke, 1936) - Rhabdorrhynchus crassicornis (Faust, 1904) - Rhabdorrhynchus curvirostris F. Solari, 1950 - Rhabdorrhynchus crucifer (Hochhuth, 1847) - Rhabdorrhynchus echii (Brahm, 1790) | - Rhabdorrhynchus emir Meregalli, 2008 - Rhabdorhynchus karelinii (Fåhraeus, 1842) - Rhabdorrhynchus longicollis F. Solari, 1950 - Rhabdorhynchus menetriesii (Gyllenhal, 1842) - Rhabdorrhynchus sauditus Meregalli, 2008 - Rhabdorrhynchus seriegranosus Chevrolat, 1873 - Rhabdorrhynchus vilhelmseni Gtiltekin, 2006 |